# Живи (команда)
Команда Живи — спортивная команда, созданная Медиагруппой «Живи» (Россия, город Москва) для участия в российских соревнованиях по ралли.
Команда «Живи» выступала в сезонах 2009 и 2010 годов на этапах Чемпионата России по ралли, Кубка России по ралли, Кубка клубного ралли. Выступая в зачёте Renault Logan Cup, завоевала бронзовую награду на ралли «Гуково 2009» и серебряную награду на ралли «Новороссийск — ралли Россия — 2009».
Члены команды:
- Григорий Медведев, пилот;
- Наталия Медведева, штурман;
- Дмитрий Булгаков, штурман;
- Константин Мотовилов, штурман.

Особенностью команды «Живи» стал творческий вклад в развитие российского ралли. При поддержке Медиагруппы «Живи», команда принимала участие в киносъёмках, в производстве короткометражных видеороликов. Командой «Живи» создана видеоверсия учебной лекции (недоступная ссылка) заслуженных автогонщиков Алексея Щукина и Евгения Васина.
События, связанные с командой «Живи», описаны в книге «Чёрная книга» русского раллиста» (Г.Медведев, ISBN 978-5-9903552-1-7, Москва, 2012).